# The Weeknd Asia Tour
Tournées par The Weeknd
Starboy: Legend of the Fall Tour The After Hours Tour
The Weeknd Asia Tour est la sixième tournée du chanteur canadien The Weeknd. Elle débute le 30 novembre à Hong Kong et se termine le 18 décembre 2018 à Chiba au Japon. 

## Setlist
Cette liste est celle d'un concert à Hong Kong et ne représente pas nécessairement toute la tournée.
1. Pray for Me
2. Starboy
3. Party Monster
4. Reminder
5. Six Feet Under
6. Low Life
7. Might Not (reprise de Belly)
8. Sidewalks
9. Crew Love (reprise de Drake)
10. House of Balloons / Glass Table Girls
11. Secrets
12. Can't Feel My Face
13. Acquainted
14. Belong to the World
15. Pretty
16. I Feel It Coming
17. The Morning
18. Wicked Games
19. Earned It
20. Or Nah (reprise de Ty Dolla Sign)
21. Often
22. Wasted Times
23. Call Out My Name
24. The Hills

## Dates
| Date        | Villes    | Pays         | Première partie |
| ----------- | --------- | ------------ | --------------- |
| 30 novembre | Hong Kong | Hong Kong    | NC              |
| 2 décembre  | Bangkok   | Thaïlande    | NC              |
| 5 décembre  | Singapour | Singapour    | NC              |
| 9 décembre  | Bali      | Indonésie    | NC              |
| 15 décembre | Séoul     | Corée du Sud | NC              |
| 18 décembre | Tokyo     | Japon        | Kenshi Yonezu.  |